# Stimmkreis Aschaffenburg-Ost
Der Stimmkreis Aschaffenburg-Ost ist einer von rund 90 Stimmkreisen bei Wahlen zum Bayerischen Landtag und zu den Bezirkstagen sowie bei Volksentscheiden. Er gehört zum Wahlkreis Unterfranken.
Mindestens seit der Landtagswahl 2008 umfasst er die Stadt Alzenau sowie die Gemeinden Bessenbach, Blankenbach, Dammbach, Geiselbach, Heigenbrücken, Heimbuchenthal, Heinrichsthal, Hösbach, Kahl a.Main, Karlstein a.Main, Kleinkahl, Kleinostheim, Krombach, Laufach, Mespelbrunn, Mömbris, Rothenbuch, Sailauf, Schöllkrippen, Sommerkahl, Waldaschaff, Weibersbrunn, Westerngrund und Wiesen des Landkreises Aschaffenburg. Die übrigen Gemeinden dieses Landkreises liegen im Stimmkreis Aschaffenburg-West.

## Landtagswahl 2023
Zur Landtagswahl 2023 traten folgende Parteien und Direktkandidaten im Stimmkreis Aschaffenburg-Ost an und erzielten folgende Ergebnisse:
| Nr. | Direktkandidat       | Partei       | Erststimmen in % | Gesamtstimmen in % |
| --- | -------------------- | ------------ | ---------------- | ------------------ |
| 1   | Judith Gerlach       | CSU          | 46,0             | 44,1               |
| 2   | Monika Hartl         | GRÜNE        | 12,8             | 12,9               |
| 3   | Brigitte Heim        | Freie Wähler | 10,5             | 11,1               |
| 4   | Klaus-Uwe Junker     | AfD          | 15,3             | 15,4               |
| 5   | Michail Fotokehagias | SPD          | 7,7              | 9,1                |
| 6   | Helmut Kaltenhauser  | FDP          | 3,8              | 3,2                |
| 7   | Selina Pfister       | LINKE        | 1,6              | 1,5                |
| 8   | Andreas Reiniger     | BP           | 1,0              | 1,0                |
| 9   | Alfred Streib        | ÖDP          | 1,4              | 1,3                |
| 10  | -                    | dieBasis     | -                | 0,4                |

## Landtagswahl 2018
Im Stimmkreis waren insgesamt 88.618 Einwohner wahlberechtigt. Die Landtagswahl am 14. Oktober 2018 hatte folgendes Ergebnis:
| Direktkandidat       | Partei           | Erststimmen in % | Gesamtstimmen in % | Veränderung der Gesamtstimmen im Vergleich zur Landtagswahl 2013 in % |
| -------------------- | ---------------- | ---------------- | ------------------ | --------------------------------------------------------------------- |
| Judith Gerlach       | CSU              | 40,2             | 40,9               | − 10,8                                                                |
| Michail Fotokehegias | SPD              | 9,4              | 11,0               | − 9,7                                                                 |
| Norbert Ries         | Freie Wähler     | 10,0             | 8,3                | + 2,5                                                                 |
| Volker Goll          | GRÜNE            | 16,2             | 16,1               | + 6,1                                                                 |
| Helmut Kaltenhauser  | FDP              | 6,7              | 6,1                | + 3,2                                                                 |
| Peter Diekmann       | LINKE            | 2,9              | 2,8                | + 1,2                                                                 |
| Karl-Heinz Rönninger | BP               | 0,7              | 0,8                | − 0,5                                                                 |
| Walther Peeters      | ÖDP              | 0,9              | 0,9                | − 0,1                                                                 |
| -                    | PIRATEN          | -                | 0,2                | − 1,9                                                                 |
| Franz Weber          | Die Franken      | 0,5              | 0,5                | − 0,9                                                                 |
| Klaus Uwe Junker     | AfD              | 10,9             | 10,6               | + 10,6                                                                |
| -                    | mut              | -                | 0,1                | + 0,1                                                                 |
| Markus Ritter        | Die Partei       | 1,1              | 1,0                | + 1,1                                                                 |
| -                    | Tierschutzpartei | -                | 0,3                | + 0,3                                                                 |
| Sabine Dietler       | V-Partei³        | 0,4              | 0,4                | + 0,4                                                                 |

## Landtagswahl 2013
Die Wahlbeteiligung der 89.427 Wahlberechtigten im Stimmkreis betrug 63,9 Prozent, bei einem Landesdurchschnitt von 63,9 Prozent war dies Rang 40 unter den 90 Stimmkreisen. Das Direktmandat ging an Peter Winter (CSU).
| Direktkandidat         | Partei       | Erststimmen | Gesamtstimmen | Gesamtstimmen ggü. Bayern (%p) | Gesamtstimmen ggü. 2008 (%p) |
| ---------------------- | ------------ | ----------- | ------------- | ------------------------------ | ---------------------------- |
| Peter Winter           | CSU          | 52,8 %      | 51,7 %        | +4,0 %                         | +1,9 %                       |
| Eva Trageser-Heininger | SPD          | 21,1 %      | 20,6 %        | +0,0 %                         | +3,8 %                       |
| Hans Jürgen Fahn       | FREIE WÄHLER | 6,0 %       | 5,8 %         | −3,2 %                         | −0,7 %                       |
| Astrid Stüllein        | GRÜNE        | 8,2 %       | 10,0 %        | +1,4 %                         | +0,5 %                       |
| Thomas Domanig         | FDP          | 2,7 %       | 2,9 %         | −0,4 %                         | −5,4 %                       |
| Angelika Strobel       | DIE LINKE    | 1,6 %       | 1,6 %         | −0,5 %                         | −2,2 %                       |
| Walther Peeters        | ÖDP          | 1,1 %       | 1,0 %         | −1,0 %                         | −0,8 %                       |
| Sebastian Madeiski     | REP          | 1,6 %       | 1,7 %         | +0,7 %                         | −0,6 %                       |
| Alexander Mertel       | BP           | 1,2 %       | 1,2 %         | −0,9 %                         | +1,1 %                       |
| Matthias Dürbeck       | DIE FRANKEN  | 1,7 %       | 1,4 %         | X                              | X                            |
| Lars Zillger           | PIRATEN      | 2,1 %       | 2,1 %         | +0,1 %                         | X                            |

## Landtagswahl 2008
Wahlberechtigt waren bei der Landtagswahl 2008 89.498 Einwohner. Die Wahlbeteiligung lag bei 58,3 %. Die Wahl hatte folgendes Ergebnis:
| Direktkandidat       | Partei                | Erststimmen in % | Gesamtstimmen in % | Veränderung der Gesamtstimmen im Vergleich zur Landtagswahl 2003 in % |
| -------------------- | --------------------- | ---------------- | ------------------ | --------------------------------------------------------------------- |
| Peter Winter         | CSU                   | 49,6             | 49,8               | - 14,1                                                                |
| Guido Noll           | SPD                   | 15,9             | 16,8               | 0,0                                                                   |
| Sylvia Hein          | Bündnis 90/Die Grünen | 8,9              | 9,5                | + 1,2                                                                 |
| Hans Jürgen Fahn     | Freie Wähler          | 7,2              | 6,5                | + 3,0                                                                 |
| Helmut Kaltenhauser  | FDP                   | 8,8              | 8,3                | + 5,4                                                                 |
| Monika Ewert         | REP                   | 2,2              | 2,3                | - 1,1                                                                 |
| Volker Wissel        | ödp                   | 2,4              | 1,8                | + 0,7                                                                 |
| -                    | BP                    | -                | 0,1                | + 0,1                                                                 |
| Reinhold Rückert     | Die Linke             | 4,0              | 3,8                | + 3,8                                                                 |
| Günter Heinz Kursawe | NPD                   | 0,8              | 0,8                | + 0,8                                                                 |
| -                    | RRP                   | -                | 0,3                | + 0,3                                                                 |